# Капракота
Капрако̀та (на италиански: Capracotta) е село и община в Централна Италия, провинция Изерния, регион Молизе. Разположено е на 1421 m надморска височина. Населението на общината е 959 души (към 2010 г.).